# Clemens Dreyer
Clemens Dreyer (* 1958 in Ludwigshafen am Rhein) ist ein deutscher Musiker (Schlagzeug, Vibraphon) sowie Publizist mit Schwerpunkt im Themenbereich der Ökologie.

## Leben und Werk
Clemens Dreyer erhielt 1976 ersten Schlagzeugunterricht und spielte ab 1977 als Konzertschlagzeuger beim Jugendblasorchester Ludwigshafen, mit dem er unter anderem Konzertreisen nach Israel und Russland unternahm. Von 1981 bis 1984 studierte er an der Staatlichen Hochschule für Musik in Köln im Hauptfach klassisches Schlagzeug bei Christoph Caskel und kam dabei zur Neuen Musik. Ab 1983 trat er bei verschiedenen Konzerten im Bereich der zeitgenössischen Musik auf, wie unter anderem mit Hans Werner Henze oder Péter Eötvös.
Von 1983 bis 1996 gab Dreyer Schlagzeugunterricht an der Musikschule in Neuss.
1984 kam er als Vibraphonist zu dem bestehenden Chanson-Duo des Sängers und Texters Joe Knipp und des Komponisten und Gitarristen Albrecht Zummach, der ebenfalls an der Kölner Musikhochschule studiert hatte, hinzu. Die drei Musiker formierten sich zur Band Zinnober, die seither in gleicher Besetzung spielt: Joe Knipp (Texte, Gesang), Albrecht Zummach (Komposition, Gitarreninstrumente) und Clemens Dreyer (Vibraphon). Das Trio gab deutschlandweit Gastspiele mit seinen deutschsprachigen Chansons und tourte vor allem in den 1980er Jahren durch die Republik. Nach einer 12-jährigen Pause hatte die Band 1998 ihr Comeback und gibt seitdem wieder Konzerte, wie zum Beispiel in Köln im Alten Pfandhaus oder im Roten Salon.
Zudem gab Dreyer als Musiker Leseabende mit musikalischer Begleitung, so 2000 zu Nabokows Roman Lolita und 2001 zum Roman Der Untertan von Heinrich Mann. Außerdem erarbeitete er Musikkonzepte für Vibraphon.
Dreyer wurde ab Anfang der 1990er Jahre hauptsächlich publizistisch tätig und betätigte sich als Sachbuchautor, Redakteur und Herausgeber vor allem im Themenbereich der Ökologie. Zudem veranstaltete und konzipierte er in Zusammenarbeit mit dem in Köln ansässigen Rheinischen Institut für Ökologie (RHINO) von 1992 bis 1994 insgesamt sechs national ausgerichtete Fachtagungen und Kongresse:
- Tagungsleitung:

- 1992: Niedrig-Energie-Häuser, Erfahrungen aus der Baupraxis in Oer-Erkenschwick, Bildungszentrum
- 1993: Ernährungskongress Gesundheit (EKG) in Duisburg, Mercatorhalle

- Konzeption und inhaltliche Programmgestaltung, Kongressleitung, Moderation:

- 1992: „Wie viel Auto braucht die Stadt“ – Verkehrsträger in der Stadt zwischen Management, Beweglichkeit, Verkehrsvermeidung, Öffentlichkeitsarbeit in Köln, Maternushaus; gefördert durch die Deutsche Bundesstiftung Umwelt in Osnabrück
- 1992: Bioabfallmanagement – Sammeln, planen, betreiben, vermarkten in Recklinghausen, Ruhrfestspielhaus
- 1994: Bioabfallmanagement – Sammeln, planen, betreiben, vermarkten in Recklinghausen
- 1994: „Das braune Gold“ – Vermarktung von Kompost und Kompostprodukten in Nienburg/Weser

Ende der 1990er/Anfang der 2000er Jahre war Dreyer zeitweise neben Jörg Krichbaum Mit-Geschäftsführer des von Udo Klein und Krichbaum 1987 gegründeten Arcum Verlags mit Sitz in Köln.
Clemens Dreyer lebt und arbeitet in Köln.

## Auszeichnungen
- 1979: 1. Preis beim Wettbewerb Jugend musiziert[1]
- 1999: Preis der Deutschen Schallplattenkritik in der Sparte Song/Chanson, gemeinsam mit Joe Knipp und Albrecht Zummach als Band Zinnober für die CD Schnee von Gestern[2]

## Publikationen
als Autor
- (Red.): Das 1. Elbe-Colloquium. Das Protokoll der Gespräche und Diskussionen, 6. Mai 1994 am Bauhaus in Dessau. Herausgegeben von der Michael Otto Stiftung für Umweltschutz. Edition Arcum, Köln 1994, ISBN 3-930912-01-5.
- (Red.): Das 2. Elbe-Colloquium. Das Protokoll der Gespräche und Diskussionen vom 14. Juni 1995 im Persius-Speicher in Potsdam. Herausgegeben von der Michael Otto Stiftung für Umweltschutz. Edition Arcum, Köln 1995, ISBN 3-930912-05-8.
- Deutsche Standards. Ökologische Innovationen. Herausgegeben von Jörg Krichbaum. 1. Auflage. Edition Arcum, Köln 1995, ISBN 3-930912-03-1; 2. Auflage: 1996, ISBN 3-930912-07-4.
- Deutsche Standards. Teil: Die Klassiker von morgen. Herausgegeben von Jörg Krichbaum.     3., überarbeitete Auflage. Edition Arcum, Köln 1997, ISBN 3-930912-14-7.

als Autor und Herausgeber
- deutsche-internetadressen.de. Band 3: Mit den 700 wichtigsten Adressen zum Thema Gesundheit online. Herausgegeben von Jörg Krichbaum und Clemens Dreyer. 1. Auflage. Edition Arcum, Köln 1999, ISBN 3-930912-31-7.
- deutsche-internetadressen.de. Band 10: Mit den 700 wichtigsten Adressen zum Thema Medienkultur online. Herausgegeben von Jörg Krichbaum und Clemens Dreyer. 1. Auflage. Edition Arcum, Köln 1999, ISBN 3-930912-58-9.
- Deutsche Standards. Teil: Vorbildliche Umweltberichte. Herausgegeben von Jörg Krichbaum und Clemens Dreyer. 4. Auflage. Edition Arcum, Köln 2001, ISBN 3-930912-99-6.

als Herausgeber
- herausgegeben zusammen mit Jörg Krichbaum; mit Texten von Irene Aretz u. a.: deutsche-internetadressen.de. Band 3: Mit den 1200 wichtigsten Adressen zum Thema Gesundheit online. 2. Auflage. Edition Arcum, Köln 2000, ISBN 3-930912-73-2.
- herausgegeben zusammen mit Jörg Krichbaum; mit Texten von Tilmann Abegg u. a.: deutsche-internetadressen.de. Band 20: Mit den 800 wichtigsten Adressen zum Thema Ökologie & Umwelt online. 1. Auflage. Edition Arcum, Köln 2000, ISBN 3-930912-52-X.
- herausgegeben zusammen mit Markus Kreß; mit Texten von Kirsten M. Bürgstein u. a.: Die führenden Network-Marketing-Unternehmen. Das erste Kompendium präsentiert in deutscher und englischer Sprache eine Auswahl von Unternehmen mit ihren zukunftsweisenden Konzepten aus dem Direktvertrieb, Empfehlungsmarketing, Multi-Level-Marketing, Strukturvertrieb. Economi, Köln 2004, ISBN 3-9809933-0-2 (deutsch, englisch).